# Francesco Molinari
Pour les articles homonymes, voir Molinari.
Francesco Molinari (né le 8 novembre 1982 à Turin) est un golfeur Italien. Il est le frère cadet du golfeur Edoardo Molinari.

## Biographie
Pour la 39e Ryder Cup 2012 qui a eu lieu sur le parcours du Medinah Country Club de Chicago, Francesco Molinari est associé à Lee Westwood, pour le Foursome du vendredi matin face à la paire Jason Dufner / Zach Johnson, le duo européen perd 3&2. Faisant équipe avec Justin Rose pour le Fourball du samedi après-midi, c’est la paire Bubba Watson / Webb Simpson qui va prendre le meilleur sur les deux européens, qui perdent par un cinglant 5&4.
Avant les duels, il n’apporte donc aucun point au team européen.
Dans les simples du dimanche, le capitaine José Maria Olazábal programme Francesco dans la douzième et dernière rencontre face à Tiger Woods. Au trou 17, ils entendent des clameurs, l’équipe européenne vient de gagner la Ryder Cup 2012. Le point est réduit de moitié et partagé.
Son total 2012 sera donc : 3 matches, 1 nul, 2 défaites.
Le 22 juillet 2018, il remporte le British Open à Carnoustie et devient le premier joueur italien à remporter un majeur.
Lors de la Ryder Cup 2018, au Golf National de Paris, il remporte ses 5 rencontres, dont 4 en association avec Tommy Fleetwood. Il apporte le point de la victoire à l'Europe en battant en simple Phil Mickelson.

## Palmarès

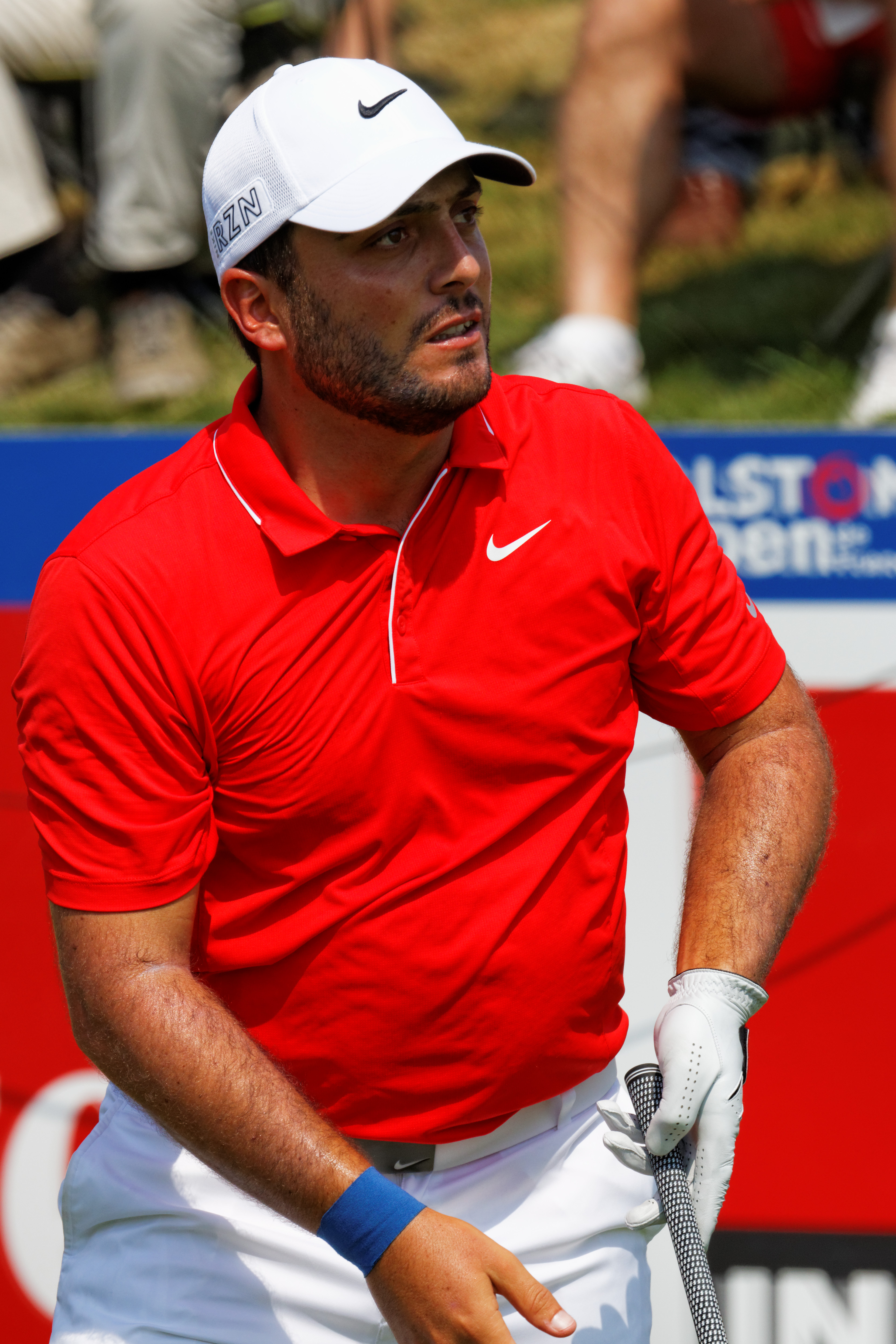
Open de France 2015 16

| Année | Tournois             | Score                 | Finaliste(s)                                            | Écart   |
| ----- | -------------------- | --------------------- | ------------------------------------------------------- | ------- |
| 2006  | Telecom Italia Open  | -23 (68-65-67-65=265) | Anders Hansen Jarmo Sandelin                            | 4 coups |
| 2010  | WGC-HSBC Champions   | -19 (65-70-67-67=269) | Lee Westwood                                            | 1 coup  |
| 2016  | Open d'Italie        | -22 (65-68-64-65=262) | Danny Willett                                           | 1 coup  |
| 2018  | BMW PGA Championship | -22 (70-67-66-68=271) | Rory McIlroy                                            | 2 coups |
| 2018  | British Open         | -8 (70-72-65-69=276)  | Kevin Kisner Rory McIlroy Justin Rose Xander Schauffele | 2 coups |